# Jezioro Rzecińskie
Jezioro Rzecińskie – – jezioro w woj. wielkopolskim, w powiecie szamotulskim, w gminie Wronki w Rzecinie, leżące na terenie Puszczy Noteckiej i Kotliny Gorzowskiej. Odwadniane przez Rów Rzeciński.
Akwen leży w centrum obszaru Natura 2000 Torfowisko Rzecińskie (236,4 ha), na skraju zgrupowania wydm śródlądowych (Księżowskie Góry, Góra Rzecińska). Jezioro jest w ostatniej fazie zanikania. Tafla wody jest szczątkowa i niedostępna z uwagi na bardzo szeroki pas bagnistej ziemi i trzcinowisk. Dno pokryte grubą warstwą mułu. Całość otoczona pasem żyznych łąk (rośnie na nich, po wschodniej stronie akwenu, dziuplasty dąb o obwodzie około 500 cm).

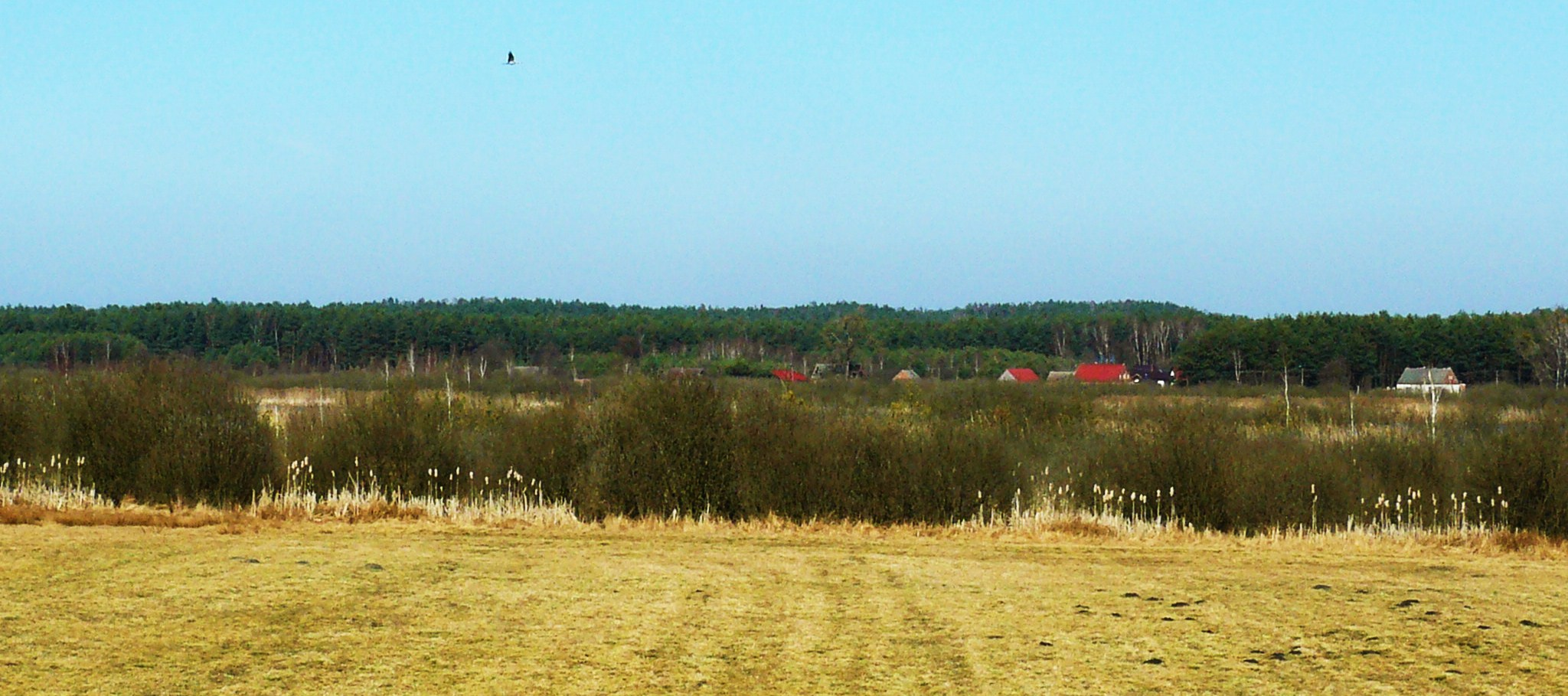
Widok ogólny

W rejonie jeziora udokumentowano następujące siedliska: twardowodne oligo- i mezotroficzne zbiorniki wodne z podwodnymi łąkami ramienicowymi, zmiennowilgotne łąki trzęślicowe, niżowe i górskie świeże łąki użytkowane ekstensywnie, torfowiska przejściowe i trzęsawiska, obniżenia na podłożu torfowym z roślinnością ze związku Rhynchosporion, torfowiska nakredowe, górskie i nizinne torfowiska zasadowe o charakterze młak, turzycowisk i mechowisk. W rejonie jeziora bytują bocian biały i żuraw. Istotnym gatunkiem chronionej flory jest rzadko spotykany lipiennik Loesela. Brzegi porastają liczne kępy wierzby i szuwary pałki. Lustro wody znacznie opada. Od 2004 roku Torfowisko Rzecińskie jest obiektem intensywnych badań naukowców, przede wszystkim z Uniwersytetu Przyrodniczego w Poznaniu, z których inicjatywy w obrębie mokradła powstała niespełna 400-metrowej długości kładka badawcza.

## Dane morfometryczne
Powierzchnia zwierciadła wody według różnych źródeł wynosi od 17,5 ha przez 19,4 ha lub 34 ha do 36,93 ha (lustra wody) lub 57,53 ha (ogólna).
Zwierciadło wody położone jest na wysokości 59,3 m n.p.m. Średnia głębokość jeziora wynosi 0,9 m, natomiast głębokość maksymalna 1,3 m lub 0,8 m.

## Turystyka
Dojazd drogą wojewódzką nr 149. W pobliżu znajdują się: jezioro Pustelnik, jezioro Pokraczyn i Góra Rzecińska, a także pomnik zwiadowców radzieckich i polskich.

## Hydronimia
Według spisu opracowanego przez Komisję Nazw Miejscowości i Obiektów Fizjograficznych (KNMiOF) nazwa tego jeziora to Jezioro Rzecińskie. W różnych publikacjach i na mapach topograficznych jezioro to występuje pod nazwą Rzęcińskie. Dane z państwowego rejestru nazw geograficznych nie podają nazw obocznych nazwy tego jeziora.